# Чула Виста (округ Маверик, Тексас)
Чула Виста (енгл. Chula Vista, Maverick County) насељено је место без административног статуса у америчкој савезној држави Тексас.

## Демографија
По попису из 2010. године број становника је 3.818.
| Група             | 2000.    | 2010.         |
| Белци             | 0 (0,0%) | 65 (1,7%)     |
| Афроамериканци    | 0 (0,0%) | 18 (0,5%)     |
| Азијати           | 0 (0,0%) | 1 (0,0%)      |
| Хиспаноамериканци | 0 (0,0%) | 3.723 (97,5%) |
| Укупно            | 0        | 3.818         |